# Comitato paralimpico brasiliano
Il comitato paralimpico brasiliano è un comitato paralimpico nazionale per lo sport per disabili del Brasile.